# Uprowadzenie tankowca Moskowskij Uniwiersitiet

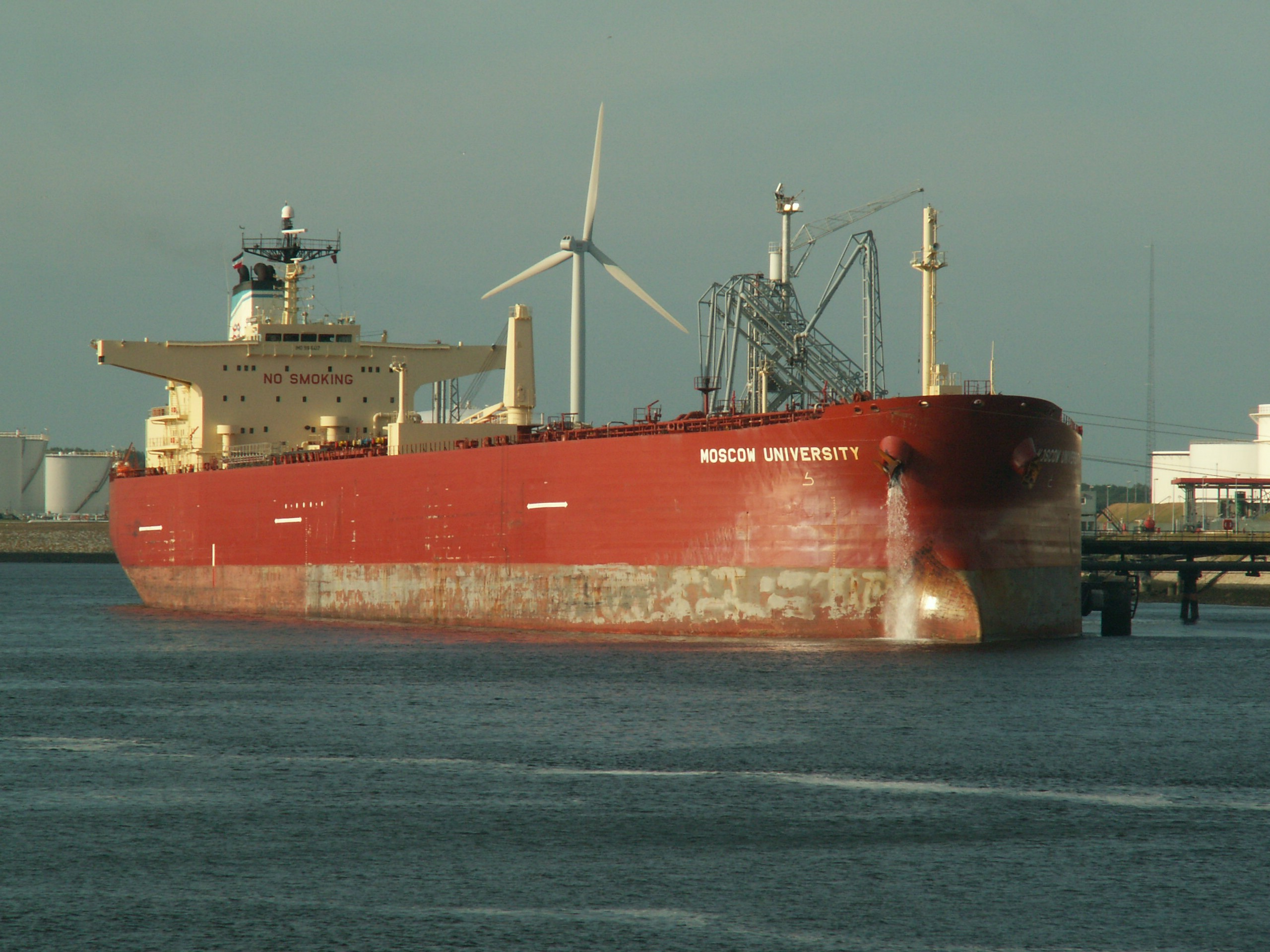
"Moskowskij Uniwiersitiet"

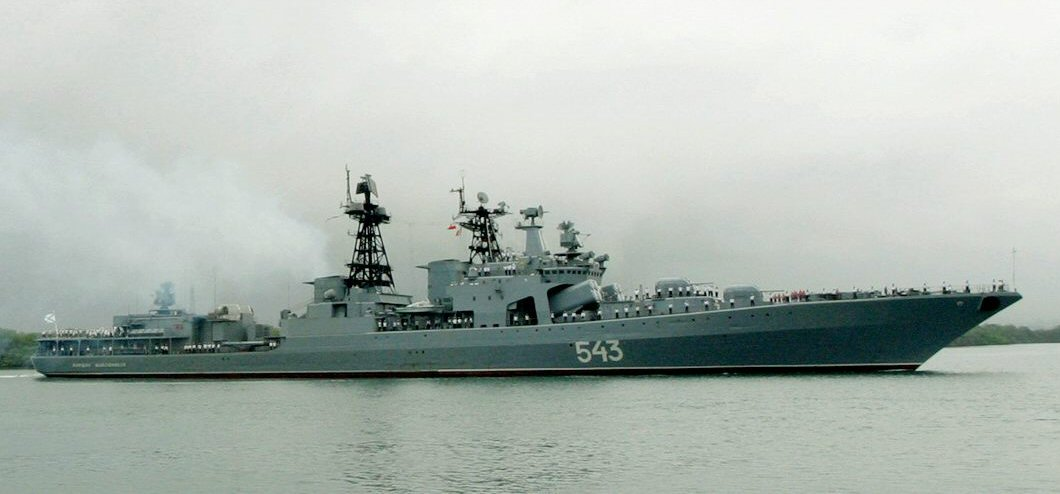
"Marszał Szaposznikow"

Uprowadzenie tankowca Moskowskij Uniwiersitiet – incydent jaki miał miejsce w Zatoce Adeńskiej w dniach 5-6 maja 2010 roku, podczas którego rosyjski tankowiec "Moskowskij Uniwiersitiet" został uprowadzony przez grupę somalijskich piratów, a następnie uwolniony przez oddział rosyjskich komandosów.  

## Przebieg zdarzeń
Rankiem 5 maja 2010 roku, płynący pod liberyjską banderą i należący do rosyjskiej kampanii żeglugowej "Noworossijskoje morskoje parochodstwo" ("Novoship") tankowiec "Moskowskij Uniwiersitiet", znajdując się 500 mil morskich na wschód od wybrzeży Somalii i 305 mil morskich na południe od wybrzeży Jemenu, został zaatakowany przez grupę somalijskich piratów. Na pokładzie płynącej z Ukrainy do Chin jednostki znajdowało się 86 tys. ton ropy naftowej wartej po ówczesnym kursie 52 ml. $. 
Około godziny 8:00 czasu lokalnego (UTC+03:00) do znajdującego się na wodach neutralnych tankowca podpłynęły dwie nieduże łodzie motorowe z uzbrojonymi napastnikami, którzy po ostrzelaniu rosyjskiej jednostki z broni automatycznej wtargnęli na pokład. Ponieważ zostali wcześniej zauważeni przez załogę, kapitan jednostki był w stanie nadać przez radio wiadomość o ataku i wraz z całą załogą (w sumie 23 osoby) schronić się w maszynowni, za stalowymi drzwiami, których piraci nie byli w stanie sforsować. Informacja o napadzie dotarła do rosyjskiego niszczyciela rakietowego "Marszał Szaposznikow". Znajdował się on w Zatoce Adeńskiej wraz z dwoma rosyjskimi okrętami pomocniczymi, działając w ramach specjalnej operacji morskiej, jaką przedsięwziął rząd rosyjski przeciwko piratom w lutym 2010 roku. Z pokładu niszczyciela niezwłocznie wystartował śmigłowiec z zadaniem odnalezienia rosyjskiej jednostki i dokonania rekonesansu. Po przybyciu na miejsce został on ostrzelany przez napastników. Maszyna odpowiedziała ogniem, w rezultacie którego został zabity jeden z piratów. W 20 godzin po porwaniu w rejon zdarzenia przybył "Marszał Szaposznikow". W wyniku przeprowadzonej z jego pokładu operacji ratunkowej, "Moskowskij Uniwiersitiet" po krótkiej wymianie ognia został opanowany przez oddział żołnierzy "specnazu" i piechoty morskiej (159 oddział specnazu do walki z siłami dywersji podwodnej, działający w ramach 155 samodzielnej brygady piechoty morskiej Floty Oceanu Spokojnego), dziesięciu piratów schwytano, a cała załoga tankowca została uwolniona. Jeden z piratów został zabity, a trzech innych odniosło rany. Atakujący Rosjanie nie ponieśli żadnych strat. 

## Następstwa

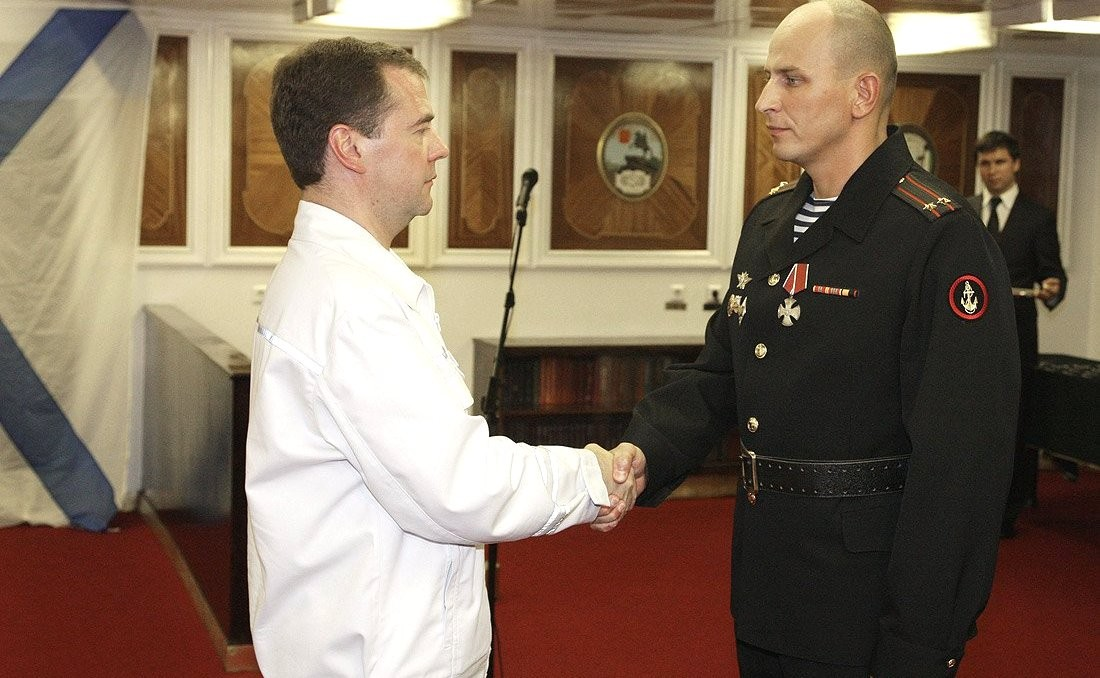
Prezydent Dmitrij Miedwiediew podczas dekorowania Orderem Męstwa jednego z uczestników operacji (p.płk. Olega Kitstanowa)

Po zakończonej błyskotliwym sukcesem operacji, rosyjscy komandosi stali się prawdziwymi bohaterami w swoim kraju. Cała Rosja śledziła przed telewizorami relacje z wydarzeń w Zatoce Adeńskiej. Prezydent Dmitrij Miedwiediew osobiście odznaczył biorących udział w akcji rosyjskich komandosów i marynarzy. Pochwał Rosjanom nie szczędzili też dowódcy "Navfor" – eskadry antypirackich okrętów Unii Europejskiej patrolującej wybrzeża Somalii od grudnia 2008 roku. Eksperci podkreślali jednak, że kluczowym czynnikiem dla powodzenia całej operacji była przytomność umysłu i refleks kapitana rosyjskiego tankowca, który zamknął się z załogą w maszynowni. Dzięki niemu rosyjscy komandosi odbijali statek w "komfortowych" warunkach, praktycznie bez zagrożenia dla zakładników.   
Początkowo planowano przewiezienie schwytanych piratów do Moskwy i postawienie przed sądem. Zanim bowiem doszło do akcji rosyjskich komandosów, Komitet Śledczy przy Prokuraturze Federacji Rosyjskiej wszczął przeciwko Somalijczykom oficjalne śledztwo z paragrafu 227 KK FR ("piractwo, dokonane z użyciem siły i broni przez zorganizowaną grupę"). Wkrótce jednak Rosjanie zorientowali się, że napastnikom bardzo trudno będzie udowodnić winę. Twierdzili oni, że nie są piratami, a jedynie ich jeńcami, którym ci dali broń i rozkazali zająć rosyjski tankowiec. Zamknięci w maszynowni marynarze nie widzieli piratów, nie mogli więc ich rozpoznać. Zarówno tożsamość napastników jak ich przynależność państwowa również nie była możliwa do ustalenia. Jeszcze tego samego dnia rosyjskie ministerstwo obrony oświadczyło, że "z powodu niedoskonałości międzynarodowego prawa", nie mogąc udowodnić piratom, że są piratami, komandosi postanowili ich puścić wolno. Somalijczyków umieszczono w jednej z łodzi na której przybyli i wyposażono w skromne zapasy żywności i wody (bez środków nawigacji). Spuszczona na wodę łódź, na pełnym morzu, pół tysiąca kilometrów od najbliższego brzegu, po godzinie dryfowania zniknęła z radarów. Rosyjski departament obrony oświadczył, że łódź zatonęła wraz ze wszystkim jej pasażerami. Oświadczenie to, w świetle uczynionego wcześniej przez rosyjskiego prezydenta komentarza na temat dalszych losów schwytanych piratów ("Musimy zrobić to, co nasi przodkowie robili, gdy napotkali piratów") wzbudziło spekulacje międzynarodowych dziennikarzy, że schwytani przez Rosjan piraci zostali rozstrzelani wkrótce po akcji rosyjskich komandosów. Podobną informację zamieścili kilka dni później przedstawiciele somalijskich piratów na swoim portalu "SomalilandPRESS". W odwecie, zapowiedzieli, że będą zabijać rosyjskich jeńców, których uda im się pojmać. 

## Wpływy kulturowe
W 2014 roku powstał film rosyjski pt. 22 minuty (reż. Wasilija Sierikowa), którego fabuła bazuje na incydencie jaki miał miejsce w dniach 5-6 maja 2010 roku w Zatoce Adeńskiej.